# Большое Крупово
Большое Крупово — деревня в Себежском районе Псковской области России. Входит в состав сельского поселения «Себежское».

## География
Находится на юго-западе региона и  района, в лесной местности у озера Глыбочко , на территории национального парка «Себежский».
Уличная сеть не развита.

## История
В  1802—1924 годах земли поселения входили в Себежский уезд Витебской губернии.
В 1941—1944 гг. деревня находилась под фашистской оккупацией войсками Гитлеровской Германии.
До 1 января 2011 года деревня входила в ныне упразднённую Глембочинскую волость. В 2010 году, согласно Закону Псковской области  от 03.06.2010 № 984-ОЗ,  деревня Большое Крупово после объединения пяти волостей (Глембочинской, Долосчанской, Дубровской, Лавровской и Томсинской)  вошла в образованное муниципальное образование «Себежское сельское поселение». 

## Население
| 2001 | 2002 | 2010 |
| ---- | ---- | ---- |
| 26   | ↗29  | ↘12  |

Согласно результатам переписи 2002 года, в национальной структуре населения русские составляли 97   % от общей численности населения в 27   чел..

## Инфраструктура
Личное подсобное хозяйство.

## Транспорт
Деревня доступна по автодороге общего пользования регионального значения  58К-558 Себеж — Глубочица — Граница с Республикой Беларусь.
Остановка общественного транспорта.